# Wootton Courtenay
Wootton Courtenay är en ort och civil parish i Storbritannien.   Den ligger i grevskapet Somerset och riksdelen England, i den södra delen av landet, 240 km väster om huvudstaden London. Wootton Courtenay ligger 127 meter över havet och antalet invånare är 264.
Terrängen runt Wootton Courtenay är huvudsakligen kuperad, men åt sydväst är den platt. Runt Wootton Courtenay är det ganska glesbefolkat, med 48 invånare per kvadratkilometer. Närmaste större samhälle är Minehead, 3,8 km nordost om Wootton Courtenay. I omgivningarna runt Wootton Courtenay växer i huvudsak blandskog.